# Нэнси Дрю. Сгоревшее алиби
«Нэнси Дрю. Сгоревшее алиби» (англ. Nancy Drew: Alibi in Ashes) — компьютерная игра-квест, двадцать пятая из серии о детективе-любителе Нэнси Дрю компании Her Interactive. Игра вышла как для Microsoft Windows, так и для Mac OS X.
Сюжет игры основан на 163-й книге о приключениях Нэнси Дрю — «Поиск улик» (англ. The Clues Challenge).

## Геймплей

Геймплей игры

Большую часть экрана занимает изображение локации в виде от первого лица, там же можно выбирать действия и перемещаться между локациями, а внизу расположены кнопки, позволяющие вызвать телефон или инвентарь персонажа. Локации в игре можно осмотреть, поворачиваясь на все 360 градусов. Для перемещения между основными локациями служит карта города, по которой «ездят» автомобили персонажей. Но из-за доступности всего шести локаций для посещения подобное перемещение вскоре надоедает.
Кроме обычного геймплея point-and-click, в игре приходится решать головоломки, неплохо вписанные в сюжет. Большинство из них довольно простые, но головоломки можно усложнить, выбрав второй из двух уровней сложности при старте игры. Он будет влиять и на число подсказок, встречающихся в игре. Менять уровень в ходе прохождения нельзя. Кроме того, в игре присутствуют различные мини-игры, участие в которых необязательно.
Главным отличием игры от других в серии является возможность управлять четырьмя разными персонажами: Нэнси, Джесс, Бесс и Нэдом. Нэнси большую часть времени не может покинуть полицейский участок, а остальные не могут войти в него. Для переключения между персонажами необходимо позвонить другому герою и передать управление ему. Некоторые действия в игре может выполнить лишь определённый персонаж. Кроме того, Нэнси может позвонить своему отцу, чтобы получить подсказку и помощь в деле.
Управление в основном осуществляется мышью. Отсутствие «горячих клавиш» делает интерфейс не очень удобным.
В игре есть возможность, называемая «Второй шанс»: если героиня попадает в расставленную преступником смертельную ловушку, то появляется кнопка «второй шанс», которая возвращает её на место прямо перед ловушкой, тем самым исчезает необходимость проходить игру «с последнего сохранения».

## Сюжет
Нэнси Дрю собирается принять участие в ежегодном конкурсе «Горячие улики» в её родном городе Ривер Хайтс вместе со своими друзьями Бесс, Нэдом и Джесс. Для выполнения задания Нэнси проникает в старое здание мэрии и оказывается заперта внутри, когда в нём начинается пожар. После того, как ей удается спастись, именно Нэнси обвиняют в поджоге и немедленно арестовывают.
Шериф Магинис выпускает Нэнси из камеры, но не разрешает ей покидать участок, поэтому для нахождения настоящего виновника Нэнси приходится положиться на помощь друзей.

## Отзывы
| Сводный рейтинг          | Сводный рейтинг |
| Агрегатор                | Оценка          |
| ------------------------ | --------------- |
| GameRankings             | 65 %            |
| MobyRank                 | 68 (Win)        |
| Иноязычные издания       |                 |
| Издание                  | Оценка          |
| Adventure Classic Gaming | [ 2 ]           |
| AdventureGamers          | [ 3 ]           |

Рецензент AdventureGamers счел графику игры устаревшей и несмотря на красивые фоны, отсутствие их анимации делает сцены неправдоподобными и искусственными, а озвучивание персонажей либо не попадающей в тон, например, в случае Нэнси или Антонии Скаллари, либо просто восхитительным, например, Бесс. В то же время рецензент Adventure Classic Gaming счел озвучивание персонажей выполнено на отличном уровне, как и в других играх серии, но вот музыку проигрывала в уникальности.
Анимация персонажей была названа великолепной и отражающей чувства персонажей. Удачным был сочтен и подбор звуков, сопровождающих игровые действия: шорох шин при поездке по карте, звонок при входе в магазин и т. д..
Дом Нэнси выглядит сошедшим со страниц дизайнерского журнала, а в её комната выполнена в стиле ар-нуво без каких-либо молодёжных постеров на стенах.
Рецензент Adventure Classic Gaming отметил, что игра выглядит слишком короткой и недоделанной, как будто разработчиков поджимали сроки. Карта в игре демонстрирует множество локаций, которые могли бы быть важными, но посетить их нельзя. В игре намного меньше головоломок, чем в предыдущих, и ни одну из них нельзя назвать оригинальной.
Эта игра первая в серии позволяет взглянуть на родной город главной героини.